# سیتارو تومیساوا
سیتارو تومیساوا (انگلیسی: Seitaro Tomisawa؛ زادهٔ ۸ ژوئیهٔ ۱۹۸۲) بازیکن فوتبال اهل ژاپن است.
از باشگاه‌هایی که در آن بازی کرده‌است می‌توان به باشگاه فوتبال جف یونایتد ایچیهارا چیبا، باشگاه فوتبال یوکوهاما مارینوس، و باشگاه فوتبال توکیو وردی اشاره کرد.